# 윈도우 11 버전 23H2
윈도우 11 버전 23H2 또는 윈도우 11 2023 업데이트(코드명: "Sun Valley 3")는 윈도우 11의 두 번째 주요 업데이트이다. 윈도우 11 2022 업데이트의 활성화 패키지로 제공되었으며 빌드 번호는 10.0.22631이다.

## 개요
윈도우 11 버전 22H2부터 윈도우 11 사용자에게 새로운 기능이 지속적으로 출시되었다. 이 릴리스 모델에 따라 윈도우 11 2023 업데이트의 많은 기능이 이 업데이트를 받을 당시 기존 윈도우 11 사용자에게 이미 출시되었을 수 있다.
윈도우 11 2023 업데이트의 주요 기능과 시스템 애플리케이션은 다음과 같다.
- 윈도우 코타나는 빙 챗 및 마이크로소프트 365 코파일럿과 동일한 기술 스택을 기반으로 하는 AI 보조 프로그램인 윈도우 코파일럿으로 대체되었으며 나중에 마이크로소프트 코파일럿으로 리브랜딩되었다.
- 윈도우 백업이 윈도우 11에 새로운 모양과 기능 세트로 다시 도입되었다.
- OS 수준에서 패스키(Passkey) 지원은 생체 인식 윈도우 헬로 시스템을 통해 구현되었다.
- 시작 메뉴, 모든 앱 섹션에는 이제 설정 앱, 시스템 범주, 시스템 구성 요소 섹션을 통해 관리되는 시스템 앱에 대한 새로운 "시스템" 레이블이 표시된다.
- 에너지 사용을 줄이기 위해 접근 시 깨우기, 외출 시 잠금 및 적응형 디밍 기능이 도입되었다.
- 페인트는 디지털 생성을 위한 레이어 지원 및 AI 기반 도구를 받았다.
- 스니핑 도구는 스크린샷에서 텍스트를 추출하는 AI 기반 도구를 받았다.
- 사진은 사진에 배경 흐림을 자동으로 추가하는 피사체 감지를 위한 AI 기반 도구를 받았다.
- 클립챔프(Clipchamp)는 AI 기반 자동 작성 도구를 받았다.
- 채팅은 작업 표시줄에 자동으로 고정되는 마이크로소프트 팀즈로 변경되었다.
- 음성 액세스가 개선되어 로그인과 같이 더 많은 곳에 도달할 수 있다. 이제 더 복잡한 단어도 지원한다.
- 내레이터가 개선되어 더 많은 언어를 지원한다.

x86-x64-v2(즉, POPCNT 및 SSE4.2 포함) 또는 ARMv8.1 사양을 충족하지 않는 프로세서를 비공식적으로 지원하는 윈도우의 최종 마이너 버전이다.

## 개발 내역
첫 번째 프리뷰는 2023년 5월 25일에 베타 채널에 가입한 인사이더에 출시되었다. 업데이트는 2023년 10월 31일에 출시되었다. 이 업데이트에서는 "Moment 4"의 새로운 기능과 변경 사항이 기본적으로 활성화되었다. 버전 문자열은 빌드 25375에서 "22H2"에서 "23H2"로 변경되었다.

## 후속 업데이트
윈도우 11의 첫 번째 구성 요소 업데이트인 버전 23H2, 코드명 "Moment 5"는 2024년 2월 29일에 빌드 22631.3235와 여러 가지 추가 변경 사항과 함께 출시되었다.
- 윈도우의 코파일럿 개선
- 음성 액세스 개선
  - 프랑스어, 독일어, 스페인어로 새로운 음성 액세스
  - 다중 디스플레이 지원 추가
  - 새로운 음성 바로 가기 기능
- 내레이터의 향상된 이미지 소비 환경
- 윈도우 공유 창을 통해 링크를 공유하기 위한 새로운 공유 대상
- 빠른 설정의 캐스트 플라이아웃 업데이트
- 스냅 레이아웃의 새로운 제안 기능
- 윈도우 365 부팅 및 윈도우 365 스위치 개선
- 스니핑 도구에서 안드로이드 모바일 기기의 최근 사진 및 스크린샷을 열 것인지 묻는 새로운 알림

이 업데이트는 11월에 서비스가 종료된다. 홈, 프로, 프로 에듀케이션, 프로 포 워크스테이션(Pro for Workstations) 및 SE 에디션은 2025년 11월 11일까지 서비스가 종료된다. 엔터프라이즈, 엔터프라이즈 멀티세션, IoT 엔터프라이즈 및 에듀케이션 에디션은 2026년 11월 10일에 서비스가 종료된다.